# Kalhotky

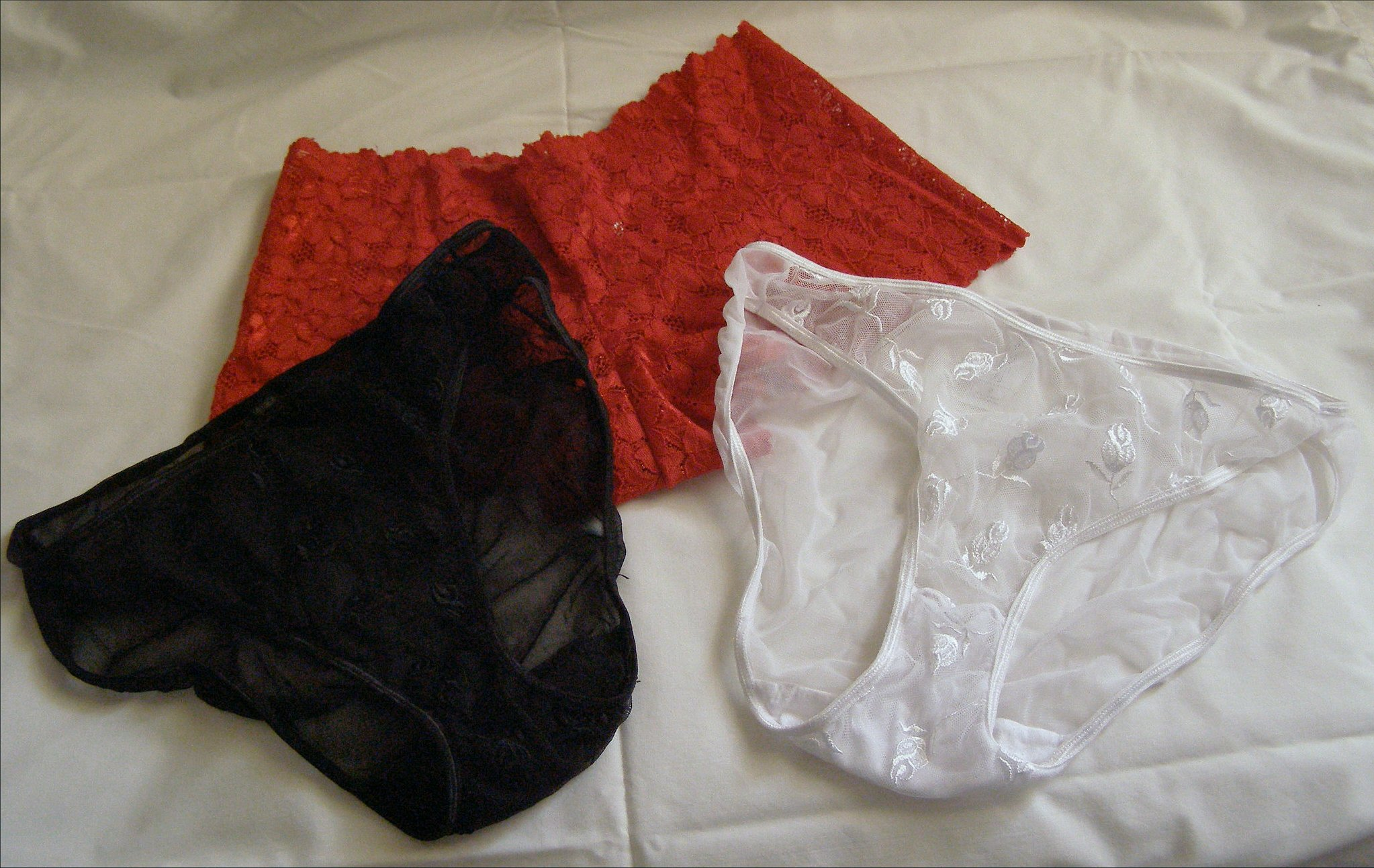
Dámské kalhotky

Kalhotky jsou druh spodního prádla, obvykle jsou lehké a přiléhavé, vytvořené pro každodenní nošení žen či dívek. Kalhotky se obvykle skládají z elastického pásku, dále pruhu látky, který má za úkol zakrýt oblast genitálu (obvykle je pokryt vložkou s absorpčními vlastnostmi například z bavlny), a páru otvorů pro nohy, které jsou stejně jako pásek často vyrobeny z elastického materiálu. Kalhotky buď nohavičky nemají, anebo je mají velice krátké.
Kalhotkami se (kromě dámského spodního prádla) nazývá i spodní část dvoudílných plavek (bikin) a přiléhavé sportovní trenýrky "plavkového" střihu (bez nohaviček, příp. i s krátkými nohavičkami - boyleg).
Ačkoliv existují i tvarově podobné mužské varianty těchto částí oděvu (slipy, plavky), slovo kalhotky se pro ně nepoužívá.

## Typy

Styly kalhotek

Existuje hned několik stylů kalhotek. Dělit je můžeme například podle míry krytí zadečku, šířky po stranách a výšky. Tyto kategorie nejsou striktně dány. Rozdělení může být u různých značek odlišné.
Klasické dámské kalhotky jsou střižené do pasu nebo pod pupík a pokrývají celý zadeček.
Klasická (1) varianta je rozšířená pod boky. Kalhotky s vysokým výkrojem (2) jsou nižší.
Zeštíhlující kalhotky (3) jsou speciálním typem kalhotek, které byly vytvořeny za účelem zeštíhlujícího efektu. Materiály jsou hrubší a pevné, většinou elastické směsi, obsahující zejména nylon, doplněný bavlnou. Kalhotky mohou sahat až nad pas.
Kalhotky Hipster (4) jsou podobné klasickým dámským kalhotkám, ale střižené jsou od beder, vždy se sníženým pasem. Jsou střižené buď rovně, nebo do písmene V, s výkrojem na stehnech nebo s krátkou nohavičkou.
Bikiny (5) jsou střižené od beder, většinou nemají nohavičku nebo je velmi krátká. V pase mají elastické pásky nebo krajky. Bikiny jsou nejrozšířenějším typem kalhotek a nosí je ženy opravdu po celém světě.
Kalhotky Boyshorts (6) jsou jemnější podobou pánských šortek/trenýrek, přiléhají k tělu a jsou střižené od pasu vždy s nohavičkou.
Tanga (7) jsou střižená od beder nebo od pasu a vždy mají výkroj na stehnech. Mezi hýžděmi mají tenký proužek látky nebo šňůrku.
Thonga (8)[zdroj⁠?!] jsou většinou bederní kalhotky, které mají na zadní části proužek látky mezi hýžděmi.
G-stringa (9)[zdroj⁠?!] jsou miniaturní kalhotky, v pase mají tenký pruh látky a jsou vysoce vykrojené na stehnech. Mezi hýžděmi mají tenký proužek látky nebo šňůrku.
Kalhotky se vyrábí z různých materiálů a látek, jako například satén, hedvábí, pvc, bavlna, nylon, krajka, kůže, latex, lycra, a/nebo polyester.

## Historie
Předchůdce dnešních dámských kalhotek datujeme do 16. století. Kalhotky byly tenkrát mnohem delší než v současnosti, dosahovaly až ke kolenům. Kalhotky ale nebyly výbavou běžných žen, ale prostitutek. Mimo nich nosily kalhotky jen staré a nemocné ženy jako ochranu před chladem. Zámožné ženy v těchto dobách nosily delší košile, které se mezi nohama zavazovaly, jen při menstruaci.
V 19. století se tento trend změnil díky oblibě krinolín v šatníku žen. Krinolíny i při běžné chůzi odhalovaly ženské intimní partie, které si ženy začaly chránit pomocí dvou kusů látky spojených v pase, ale ne mezi nohama.
Kalhotky se v současné podobě objevily v první polovině 20. století. Lady Duff Gordon, britská módní návrhářka, výrazně zkrátila délku dámských kalhotek. O jejich rozšíření a popularizaci se postarala americká tenistka Gussie Moran, která si je oblékla v roce 1949 na turnaji ve Wimbledonu pod krátkou tenisovou sukni.
Nový styl dámského spodního prádla přinesl barvy, jas a třpyt. Začaly se používat látky jako bavlna, satén, krajka a hedvábí, po kterých ženy více toužily a v mužích vzbuzovaly větší touhu. Toto byl zřejmě zlomový okamžik, kdy se kalhotky přeměnily z hygienického doplňku na symbol potěšení a sexuality po celém světě.
V současnosti je na trhu i stále širší sortiment dámských boxerek a dámských trenýrek - některé varianty mohou sloužit nejen jako spodní prádlo (alternativa ke kalhotkám), ale i svrchní oděv pro cvičení a sport, příp. jako součást domácího ("volnočasového") či nočního oděvu.